# Coprophanaeus magnoi
Coprophanaeus magnoi là một loài bọ cánh cứng trong họ Bọ hung (Scarabaeidae).